# 허난 FC
허난 FC(중국어 간체자: 河南足球俱乐部, 병음: Hénán Sōngshān Lóngmén)는 중국 허난성 정저우 시를 연고로 하는 축구팀으로 현재 중국 슈퍼리그에 참가하고 있다.

## 역사
2007년 중국 슈퍼 리그로 승격 했으며 중국 슈퍼리그 2009에서 3위라는 허난 구단 역사상 중국 최상위 리그 역대 최고 성적을 남기며 2010년 AFC 챔피언스리그에 진출하는 이변을 일으켰다. 2012 시즌에서 16위를 기록하여 중국 갑급리그로 강등 당했지만 2013 시즌에서 1위를 차지하면서 다시 승격되었고 이후 2015 시즌 중국 슈퍼 리그에서 5위를 기록하며 2009 시즌 다음으로 구단 역사상 중국 최상위 리그 최고 성적을 남겼다.

## 선수 명단

### 현역
참고: FIFA 자격 규정에 따라 소속된 국가대표팀 국기를 표시합니다. 선수는 복수의 FIFA 비회원국 국적을 가지고 있을 수 있습니다.
| 번호 | 포지션 | 국적 | 이름     |
| ---- | ------ | ---- | -------- |
| 6    | DF     | 중국 | 왕상위안 |

| 번호 | 포지션 | 국적 | 이름 |
| ---- | ------ | ---- | ---- |

## 역대 감독
| 감독              | 임기      |
| ----------------- | --------- |
| 자슈취안          | 2008      |
| 김학범            | 2010~2011 |
| 요하네스 본프레레 | 2011      |
| 자슈취안          | 2014~2017 |
| 드라간 탈라지치   | 2017~2018 |
| 장외룡            | 2018      |
| 하비에르 페레이라 | 2020~2021 |
| 남기일            | 2024~2025 |
| 다니엘 하무스     | 2025~     |

## 주요 경력
- 갑(甲)B리그: 우승 1회 (2006)
- 중국 갑급리그: 우승 1회 (2013)